# 沙金农村居民点
沙金农村居民点（俄语：Шакинское сельское поселение）是俄罗斯联邦伏尔加格勒州库梅尔任斯卡亚区所属的一个农村居民点。其下辖有4个居民点，行政中心为沙金。据2016年统计，该农村居民点的人口为690人。